# Dionysopithecidae
Dionysopithecidae — це вимерла родина викопних катаринів і найдавніші відомі та найпримітивніші представники надродини Pliopithecoidea, зі скам'янілостями видів Dionysopithecus shuangouensis і Platodontopithecus jianghuaiensis у Сіхонг у Китаї, що датуються 18–17 мільйонами років тому.
Один нижній корінний зуб, знайдений у Бан Сан Кланг у Таїланді, схожий на той, що знайдений у Сіхонг, але досить відрізняється, щоб вважатися іншим видом, Dionysopithecus orientalis.
Іноді їх розглядають як підродину Pliopithecidae як «Dionysopithecinae».